# (4162) SAF
(4162) SAF es un asteroide perteneciente al cinturón de asteroides descubierto por André Patry desde el Observatorio de Niza, Francia, el 24 de noviembre de 1940.

## Designación y nombre
SAF fue designado al principio como 1940 WA.
Más adelante se nombró con las iniciales de la Société Astronomique de France.

## Características orbitales
SAF está situado a una distancia media de 2,835 ua del Sol, pudiendo alejarse hasta 3,221 ua y acercarse hasta 2,45 ua. Su excentricidad es 0,1359 y la inclinación orbital 14,25°. Emplea en completar una órbita alrededor del Sol 1744 días.